# کریس کلمونز
کریس کلمونز (انگلیسی: Chris Clemons؛ زادهٔ ۲۳ ژوئیهٔ ۱۹۹۷) بازیکن بسکتبال اهل ایالات متحده آمریکا است.